# جاکوبو یانکلن
جاکوبو یانکلن (انگلیسی: Jacobo Ynclán؛ زادهٔ ۴ فوریهٔ ۱۹۸۴) بازیکن فوتبال اهل اسپانیا است.
از باشگاه‌هایی که در آن بازی کرده‌است می‌توان به باشگاه فوتبال دپورتیوو آلاوس، باشگاه فوتبال اتلتیکو مادرید، باشگاه فوتبال ولفسبرگر، باشگاه فوتبال گوادالاخارا، و باشگاه فوتبال اتلتیکو مادرید بی اشاره کرد.